# Franz Hilverding
Franz Anton Christoph Hilverding Van Wewen (17. listopadu 1710, Vídeň - 29. května 1768 tamtéž) byl rakouský tanečník, choreograf, baletní mistr a pedagog.
Tanci se učil pravděpodobně v Brně a potom v Paříži u Michela Blondyho. Roku 1735 se stal tanečníkem na vídeňském dvoře a roku 1749 baletním mistrem.
Mezi lety 1752 a 1757 vytvořil pro vídeňská divadla více než 30 baletů. Patřil k pionýrům baletní pantomimy několik let před Noverrem.
V letech 1758 až 1764 působil jako baletní mistr v Petrohradě a Moskvě. Do Vídně se vrátil roku 1765.
Mezi jeho žáky patřili Gasparo Angiolini a manželka Davida Garricka, Eva Marie Veigel.